# Kopierwerk

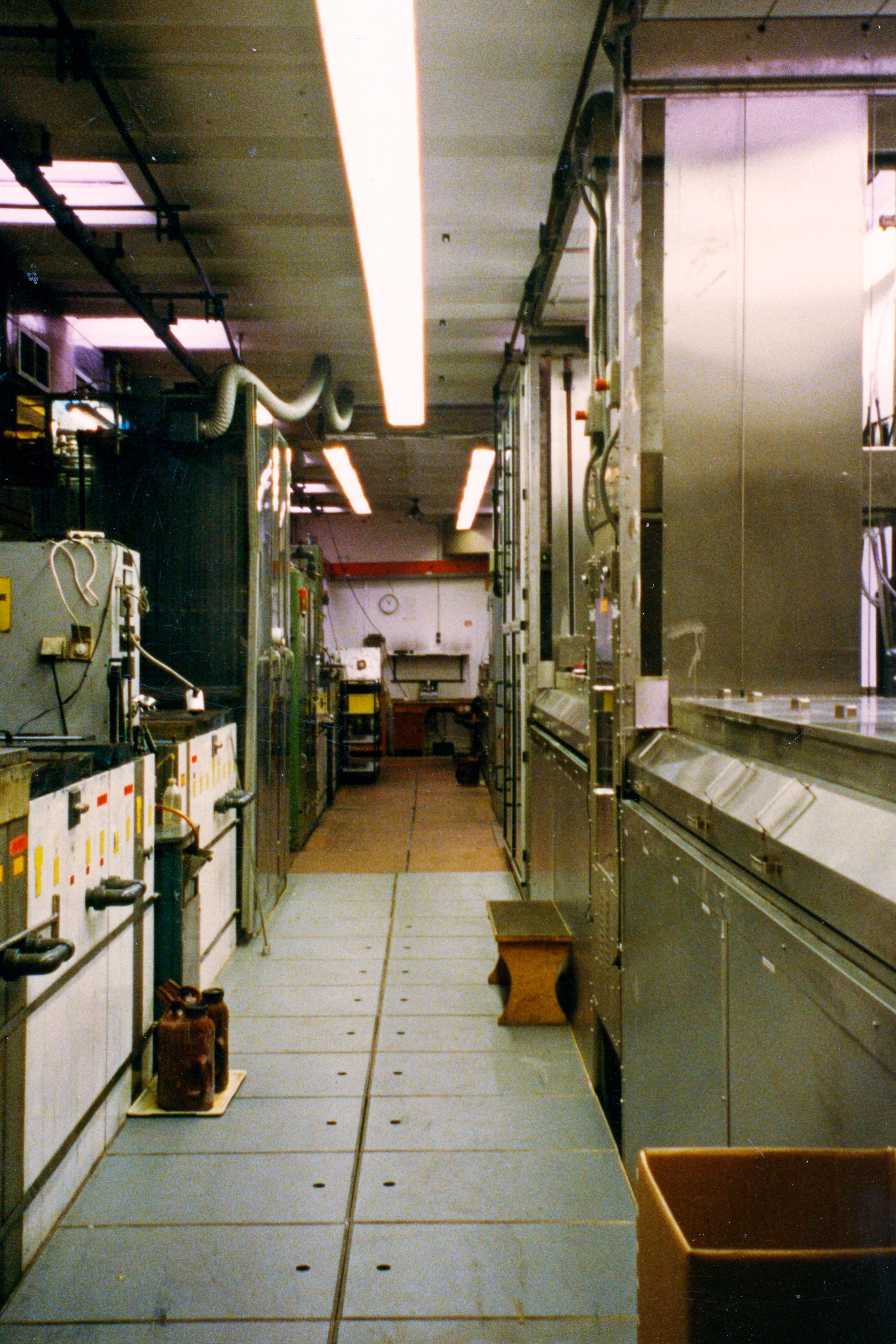
Entwicklungsmaschine im ehemaligen Bavaria Filmkopierwerk.

Ein Filmkopierwerk oder Filmlabor ist ein Dienstleistungsbetrieb der Film- und Fernsehbranche, wo im Auftrag von Filmproduzenten, Filmverleihern und Filmarchiven für die Entwicklung, Bearbeitung und Vervielfältigung von Filmmaterial bis hin zum vorführfertigen Spielfilm oder sendefähigen Fernsehspiel gearbeitet wird. Das Filmlabor wird üblicherweise bereits in der Phase der Vorproduktion in die Planung einbezogen. Seine Spezialisten dienen der Produktion bis zur Auslieferung der fertigen Produkte. Filmkopierwerke sind mehr auf die Fertigung von Theaterkopien ausgerichtet.

## Verändertes Profil durch die Digitalisierung
Durch zwei zentrale Veränderungen bei der Spielfilm- und Fernsehproduktion und Distribution ist weltweit die Nachfrage nach den klassischen Leistungen der Kopierwerke eingebrochen. Zum einen wird inzwischen die Mehrheit der Spielfilme nicht mehr als Film, sondern digital aufgeführt. Während einst oft tausende bis zehntausende Kopien eines Filmes hergestellt wurden, verzichten heute viele Studios bei ihren Produktionen teilweise komplett auf die Herstellung von Kopien. Zum anderen werden insbesondere bei der Produktion Filmkameras nur noch selten eingesetzt, der Großteil aller Produktionen geschieht digital. Dieses führte dazu, dass einstige Marktführer wie Technicolor und DeLuxe ihre Kopierwerke teilweise komplett schlossen oder massiv reduzierten, verschiedene ehemalige Mitbewerber fusionierten und andere Betriebe, wie bspw. Geyer, Insolvenz anmeldeten.
Neue Leistungen, die das klassische Portfolio der Kopierwerke ablösen, entstanden oft außerhalb dieser, so beispielsweise das Digital Intermediate.

## Aufgabenbereiche und Dienstleistungen
- Filmentwicklung
- Herstellung von Musterkopien für den Produktionsstab und den Schnittmeister
- Negativmontage („Negativabziehen“) nach Vorlage der Schnittkopie
- Herstellung von Tonnegativen nach analogen oder digitalen Mastern aus Tonstudios
- Ausführen von Tricks mit Präzisionskopiermaschinen
- Titel
- Herstellung von Zwischengenerationen, „Interpositiv“, „Internegativ“, „Duplikatnegativ“
- Lichtbestimmung
- Herstellung von kombinierten Bildtonkopien für den Kinoeinsatz (vgl. Kopiengeneration)
- Abtastung des entwickelten Films für analoges oder digitales Video, z. B. die Sendekopie für Fernsehauswertung
- Leistungen der Archiv-Technik: Vorbereitung von gefährdetem Material zum Duplizieren und für erneutes Kopieren

Der wichtigste Dienst beim Filmkopierwerk ist die Entwicklung der belichteten Filmmaterialien und sofort anschließende Herstellung von oft nur grob korrigierten Mustern zur Vorführung für Produzenten, Regisseuren und Kameraleuten vor den Dreharbeiten des nächsten Tages.
Die Bearbeitung umfasst alle gängigen Schwarzweiß- und Farbenverfahren, Filmformate (35 mm Normalfilm, 16 mm Schmalfilm, 65/70 mm Breitfilm, Amateurfilm) einschließlich der Umkopierung von einem Filmformat auf ein anderes (Reduktionskopie bzw. Blow Up). Die Bedeutung der Entwicklung und Verarbeitung von Umkehrmaterialien hat durch die Elektronisierung der aktuellen Berichterstattung des Fernsehens (Video) seit den späten 1980er Jahren stark abgenommen.
Verschiedene Berufe sind in einem Kopierwerk anzutreffen. Dazu gehören u. a. spezialisierte Fachkräfte wie z. B. Entwickler, Kopisten, Laboranten in der Sensitometrie und in der chemischen Analyse, Negativ-Cutter, Filmlichtbestimmer im traditionellen Filmlabor bzw. Coloristen auf digitalem Gebiet, Audiofachkräfte, Grafiker, Fotografen, Trick-Kameraleute sowie Ton- und Filmschnittmeister.

## Unternehmen
In Österreich gibt es zwei und in der Schweiz noch ein Filmkopierwerk. Es sind dies die Synchro, Film-Video und Audio-Bearbeitung, Listo-Videofilm, beide in Wien, und in Zürich die Firma Cinegrell.
Im 20. Jahrhundert, als der Kinofilm seine Bestzeiten erlebte, entstanden in vielen deutschen Orten Filmkopierwerke. Erwähnenswert ist die im Berliner Bezirk Neukölln an der Harzer Straße 39 gelegene Filmkopieranstalt Geyer Werke AG, deren Gebäude aus dem Jahr 1911 unter Denkmalschutz stehen. Die Geyer Gruppe betrieb auch Kopierwerke in Hamburg (Atlantik Kopierwerk) und München (Geyer München). Durch Geschäftsanteilstausch kam hier 1988 das Bavaria Kopierwerk zu Geyer Gruppe. Nach Übernahme der Geyer Werke durch die CineMedia Film AG 1998 entstand als letztes das Geyer Kopierwerk Köln. Bis dahin war Hadeko das einzige Kopierwerk in NRW. Ein weiteres bedeutendes Kopierwerk unterhielt die Münchner Firma ARRI.
Aktiv ist in Deutschland die Andec-Filmtechnik in Berlin (Stand im Jahr 2019).